# Athena (Schiff, 2004)
Die Athena ist mit 90,00 Metern bzw. 295,00 Fuß die fünftgrößte Segelyacht der Welt und nach der gleichnamigen Göttin, die auch ihre Galionsfigur darstellt, benannt. Ihre Rumpfgeschwindigkeit beträgt 19 Knoten und war bis zum Stapellauf der Maltese Falcon die größte private Segelyacht der Welt. 

## Geschichte
Die Athena wurde im Jahr 2004 auf der Royal Huisman Shipyard, Vollenhove, Niederlande nach einer Konstruktion von Gerard Dijkstra gebaut. Zur Zeit ihrer Auslieferung war sie die größte Segelyacht der Welt. Die Jungfernfahrt der Athena führte von Holland an die spanische Mittelmeerküste. Obwohl ihr bevorzugtes Revier die europäischen und amerikanischen Gewässer sind, ist ihr Liegeplatz Cairns in Australien. Momentaner Besitzer ist Netscape-Mitbegründer Jim Clark. Verantwortlich für das Design im Innen- und Außenbereich zeichnete Pieter Beeldsnijder. Sie kann bis zu 10 Gäste und 20 Besatzungsmitglieder beherbergen. Im Jahr 2004 gewann Athena den Show Boats International Award für die beste Segelyacht über 40 Meter.
Das Buch "Athena - A Classic Schooner For Modern Times" (Jack Somer, Fotografie von Louie Psihoyos) beschreibt die Geschichte und den Bau der Yacht. Im Juli 2012 wurde die Athena für 95 Millionen Dollar zum Verkauf angeboten und im Juni 2014 auf 75 Millionen Dollar reduziert. Im Jahr 2018 lag ihr Preis bei 45 Millionen Dollar.